# Romans (historyczny gatunek literacki)
Romans – jeden z gatunków literackich. Jest to dłuższy utwór narracyjny, pisany prozą lub wierszem, najczęściej jednowątkowy, obfitujący w zawikłane sytuacyjne, intrygi, nieprawdopodobne wydarzenia i zbiegi okoliczności. Tematyka najczęściej ma charakter awanturniczo-miłosny. 
Rodzaje romansu: historyczny, dydaktyczny, błazeński, religijny, dworski, heroiczno-miłosny, wychowawczy, historii sekretnych.
Romans należy do literatury popularnej, choć istniał także w wersji rycerskiej (literatura francuska i prowansalska w XII-XV w.). Podejmował różne tematy, od życia codziennego po bohaterskie czyny i perypetie kochanków, na ogół w tonie dalekim od heroicznego patosu i powagi - pełnym humoru, groteski, a nawet błazenady, wykorzystując wielowiekowe (od starożytności) wzorce i schematy przekształcane i dostosowywane do nowych okoliczności.
Początki romansu przypadają na ostatni okres epoki hellenistycznej (III-I w. p.n.e.). W starożytnej Grecji były to utwory prozaiczne, miłosne i fantastyczno-podróżnicze, posługujące się z reguły motywem rozłąki kochanków, którzy na koniec spotykają się i żyją długo i szczęśliwie. Romans był popularny również w starożytnym Rzymie – m.in. Satyryki Petroniusza i Metamorfozy Owidiusza, albo Złoty osioł Apulejusza z Madaury (II w. p.n.e.).
Rozkwit przeżył w literaturze bizantyjskiej i w późnym średniowieczu, kiedy to obok nawiązań do antyku sięgano po wątki biblijne, apokryficzne i hagiograficzne (żywoty świętych), orientalne, zaczerpnięte ze starofrancuskiej pieśni bohaterskiej (chansons de geste) i zbiorów anegdot biograficznych.
Był jednym z najpopularniejszych gatunków okresu baroku, zwłaszcza w wersji sentymentalno-przygodowej, ale pod koniec XVIII w. stawał się zjawiskiem coraz bardziej marginalnym. Zwalczany i ośmieszany przez publicystów i literatów oświeceniowych, w XIX w. przeszedł do "niskiego" obiegu literackiego – jarmarcznego, straganowego.
W Polsce pierwsze romanse w postaci przekładów i adaptacji utworów zagranicznych pojawiły się na początku XVI w. Romanse dzieli się na:
1. pseudohistoryczne (m.in. pseudoantyczne) utwory anonimowe, jak Historyja o Aleksandrze Wielkim, Królu Macedońskim, o walkach (polski przekład 1510 pochodzi spod pióra Leonarda z Bończy (bądź Buńczy), Historia trojańska (polski przekład-kompilacja 1563).
2. dydaktyczne (moralistyczne), m.in. przekłady Poncjan, który ma w sobie rozmaite powieści... (1540), Historia o patriarsze (1530).
3. błazeńskie, jak Żywot Ezopa Fryga Biernata z Lublina (1522), Sowizrzał (autor nieznany, lata 30. XVI w.)
4. rycerskie, głównie tłumaczone i adaptowane, np. Historia [...] o Othonie, cesarzu rzymskim (1569), Historia o Meluzynie (1569), Historia o Magielonie (1570).
5. religijne, m.in. Żywot Adama (1551).
6. dworskie, w wersji sentymentalnej lub heroiczno-miłosnej, jak Historia etiopska... Heliodora (III w., polski przekład ok. 1590), Fabuła o księciu Adolfie Elżbiety Drużbackiej (1752).

Współcześnie nazwą romansu określa się utwory prozatorskie, głównie o tematyce miłosnej i przygodowej, niekiedy świadomie stylizowane na wzory z przeszłości.